# Riccardia spinulifera
Riccardia spinulifera là một loài rêu trong họ Aneuraceae. Loài này được A. Massal. mô tả khoa học đầu tiên năm 1885.